# Margareta Blombäck
Margareta Blombäck, född Wetter 1 oktober 1925 i Stockholm, död 7 mars 2024, i Solna distrikt var en svensk läkare och forskare.
Margareta Blombäck var dotter till konteramiralen och förste hovmarskalken Erik Wetter. Hon studerade vid Karolinska institutet i Solna. Hon var forskningsassistent, biträdande lärare och docent vid Karolinska institutet 1954–1968. Hon disputerade på Karolinska institutet 1958 under Erik Jorpes på en avhandling om blodkoagulering. Hon tog medicine licentiatexamen och blev legitimerad läkare 1968 och 1969 chef för koagulationslaboratoriet vid Karolinska sjukhuset i Solna. Mellan 1986 och 1992 var hon professor i koagulationsforskning på Karolinska institutet.
Hon fann tillsammans med sin make Birger Blombäck och Inga Marie Nilsson det protein som saknas hos personer som lider av den åländska blödarsjukdomen eller von Willebrands sjukdom. Arbetet publicerades 1957 med Inga Marie Nilsson, Margareta Blombäck och Irene von Francken som författare. Paret Blombäck renade också fram fibrinogen, den substans i blodlever som bildas när blodet koagulerar, samt den "faktor VIII" som saknas hos personer som lider av klassiska blödarsjuka (Hemofili A). 
Tillsammans med Birger Blombäck tilldelades hon Fernströmpriset 2002 ”för sina teoretiska och praktiska bidrag till behandling av blödarsjuka”. Hon fick Karolinska institutets stora silvermedalj 2010. Hon var aktiv forskare vid Karolinska institutet till 2019.
Margareta Blombäck var gift med Birger Blombäck 1951–1972 och därefter sambo med professorn Bengt Gustafsson, som avled död 1986.